# Biogasolina
Biogasolina é um biocombustível, substituto da gasolina. Como a gasolina "convencional", contém entre 6 (hexano) e 12 (dodecano) átomos de carbono por molécula e pode ser usada em motores de combustão interna. Quimicamente, difere do biobutanol e do bioetanol, uma vez que estes são álcoois, e não hidrocarbonetos.
Empresas como a Diversified Energy Corporation desenvolvem métodos para criar triglicérides e, através de processos de desoxigenação e reforma (craqueando, isomerizando e gerando compostos cíclicos) produzir biogasolina. Esta destina-se a combinar as características químicas, cinética, e de combustão de sua contraparte de petróleo, mas com octanagem muito mais elevada. Outros estão buscando abordagens semelhantes à base de hidrotratamento. E, por último outros ainda estão focados no uso de biomassa lenhosa utilizando processos enzimáticos.

## Estrutura e propriedades

Hidrocarboneto simples, molécula básica para a biogasolina

BG100, biogasolina 100% pura, pode ser usada diretamente como substituta para a gasolina de petróleo em qualquer motor a gasolina convencional, e pode ser distribuída com a mesma infraestrutura de abastecimento deste combustível, como as propriedades correspondem às da gasolina "tradicional" do petróleo. O dodecano exige uma pequena porcentagem de aditivo de octano para coincidir com a gasolina. Etanol (E85) requer um motor específico e tem menor energia de combustão e economia de combustível correspondente.

Mas, devido às semelhanças químicas da biogasolina, esta pode ser misturada com gasolina regular. É possível ter proporções mais elevadas de biogasolina na gasolina e não ter de modificar o motor dos veículos, ao contrário do etanol.

### Comparação com combustíveis comuns
| Combustível | Densidade de energia MJ/L | Ar teórico | Energia específica MJ/kg | Entalpia de vaporização MJ/kg | RON   | MON   |
| ----------- | ------------------------- | ---------- | ------------------------ | ----------------------------- | ----- | ----- |
| Gasolina    | 34.6                      | 14.6       | 46.9                     | 0.36                          | 91–99 | 81–89 |
| Biobutanol  | 29.2                      | 11.2       | 36.6                     | 0.43                          | 96    | 78    |
| Etanol      | 24.0                      | 9.0        | 30.0                     | 0.92                          | 129   | 102   |
| Metanol     | 19.7                      | 6.5        | 15.6                     | 1.2                           | 136   | 104   |

## Produção

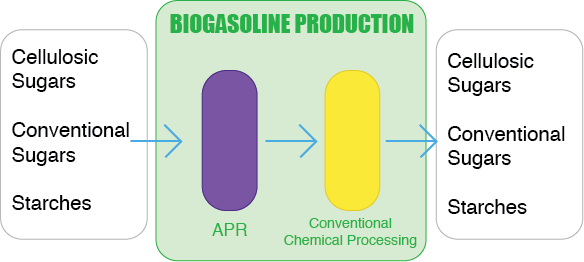
Processo de produção.

Açúcares são convertidos diretamente em biogasolina. No final de Março de 2010, a primeira fábrica de demonstração de biogasolina do mundo foi criada em Madison, EUA pela Virent Energy Systems, Inc. A Virent descobriu e desenvolveu uma técnica de reforma de fase aquosa (APR)  em 2001. A APR inclui muitos processos, incluindo reforma catalítica para gerar hidrogênio, desidrogenação de álcoois / hidrogenação de carbonilos, reações de desoxigenação, hidrogenólise e ciclização. A iniciadora da APR é uma solução de hidrato de carbono produzida a partir de matéria vegetal, e o produto é uma mistura de produtos químicos e hidrocarbonetos oxigenados. A partir daí, os materiais passam por processamento adicional químico convencional para produzir o resultado final: uma mistura de hidrocarbonetos não oxigenados que teria um custo favorável. Estes hidrocarbonetos são exatamente os mesmos encontrados em combustíveis derivados do petróleo e, por isso os carros atuais não precisariam de adaptações para rodar com biogasolina. A única diferença é a origem. Combustíveis à base de petróleo são feitos a partir de óleo e biogasolina é feita a partir de plantas como beterraba, cana-de-açúcar ou biomassa celulósica, que normalmente seriam resíduos vegetais.
O diesel é constituído por hidrocarbonetos lineares. Estes são cadeias de átomos de carbono lineares longas. Diferem dos hidrocarbonetos mais curtos, ramificados que compõem a gasolina. Em 2014 pesquisadores usaram uma matéria-prima de ácido levulínico para criar biogasolina. Ácido levulínico é derivado de materiais que contém celulose, como a palha de milho ou outros resíduos vegetais. Resíduos não tem de ser fermentados. O processo de fabricação do combustível tem baixo custo e apresenta rendimentos de mais de 60%.
Indivíduos produzem, em pequena escala e para uso individual, a "biogasolina caseira". Mas, esta não pode ser considerada um biocombustível pois, apesar de usar óleos vegetais ou gordura animal em sua composição, estes são misturados com gasolina comum.

## Pesquisa
Pesquisas são realizadas nos âmbitos acadêmico e privado.

### Acadêmica
Desde 2007, o Instituto Politécnico e Universidade Estadual da Virgínia pesquisa formas de produzir biogasolina estável nas atuais refinarias de petróleo. O foco da pesquisa foi a duração do prazo de validade do bio-óleo. Catalisadores foram usados a fim de remover impurezas dos vegetais açucareiros processados. As pesquisas estenderam-se de três meses a mais de um ano.
Pesquisadores da Iowa State University usaram um tipo de fermentação em suas pesquisas. Começando pela formação de uma mistura gasosa que passa por pirólise. O resultado é um bio-óleo em que a porção rica em açúcares é fermentada e destilada gerando água e etanol. Mas grande parcela de acetato é então separado em biogasolina, água e biomassa.
No Brasil, a FURB (Fundação Universidade Regional de Blumenau) criou um projeto piloto para a produção de biogasolina em larga escala e baixo custo.
Na universidade KAIST, da Coreia do Sul, os pesquisadores Yong Choi e Sang Lee conseguiram obter pequenas quantidades de biogasolina num processo que empregou micro-organismos. Outros pesquisadores já haviam utilizado micro-organismos geneticamente modificados para produzir biodiesel, mas os coreanos produziram biogasolina usando bactérias do tipo Escherichia coli.

### Privada
A Virent Energy Systems, Inc., em conjunto com a Shell, desenvolveu uma técnica para transformar açúcares vegetais de palha de trigo, talos de milho e bagaço de cana-de-açúcar em biogasolina. Os açúcares são convertidos em hidrocarbonetos semelhantes aos vistos na gasolina comum pela utilização de catalisadores. A biogasolina tem um índice de octanos mais elevado do que o etanol e também pode ser misturado em maior porcentagem com a gasolina e ainda abastecer diretamente um motor de veículo sem a necessidade de quaisquer adaptações. Outras empresas como a Amyris e a British Petroleum também investem em estudos nesta área. Com a determinação da Federação Internacional do Automóvel de adicionar bio-aditivos e biocombustíveis no combustível usado na Fórmula 1, a Petrobras, em Outubro de 2007, anunciou que produziria biogasolina para a categoria. A empresa automobilística Audi associou-se com a empresa de bioenergia Global Bioenergies, para desenvolver a tecnologia para a produção da biogasolina.

## Viabilidade econômica e futuro
Um dos principais problemas para a viabilidade econômica da biogasolina é o alto custo. Grupos de pesquisa percebem que investidores são impacientes com o ritmo do progresso dos estudos. Além disso, ambientalistas podem exigir que a biogasolina seja produzida de forma a proteger a vida selvagem, especialmente a vida marinha. Um grupo de pesquisa que estuda a viabilidade econômica dos biocombustíveis descobriu que as técnicas atuais de produção e seus altos custos impedirão que a biogasolina seja acessível ao público em geral. Estima-se que o preço da biogasolina deveria ser de aproximadamente US$ 800 por barril, o que seria improvável com os custos de produção atuais. Outro problema que inibe o sucesso da biogasolina é a falta de isenção fiscal. Governos oferecem apoio fiscal a combustíveis como o etanol, mas ainda tem de oferecer benefícios fiscais para biogasolina. Isto faz da biogasolina uma opção muito menos atraente para os consumidores. Por último, a produção de biogasolina poderia ter um grande efeito sobre a agronegócio. Se a biogasolina tornar-se uma alternativa séria, uma grande percentagem de terra arável existente seria usada para cultivos destinados exclusivamente para biogasolina. Isso pode diminuir a extensão de terra destinada para a produção de alimentos para o consumo humano e pode diminuir a produção de matéria-prima em geral. Isto iria causar um aumento no custo global dos alimentos.
Embora possam haver alguns problemas que dificultem a viabilidade econômica da biogasolina, a parceria entre a Royal Dutch Shell e a Virent Energy Systems, Inc. é um sinal encorajador para o futuro deste biocombustível. Além disso, governos de muitos países estão aprovando políticas que aumentam o uso de biogasolina para reduzir o custo dos combustíveis fósseis e criar mais independência energética. Os atuais esforços pela parceria estão focados em melhorar a tecnologia e torná-lo disponível para a produção em grande escala.